# Orgyia leuschneri
Orgyia leuschneri är en fjärilsart som beskrevs av Riotte 1972. Orgyia leuschneri ingår i släktet fjädertofsspinnare, och familjen tofsspinnare. Inga underarter finns listade i Catalogue of Life.